# Guyasuta
Guyasuta (c. 1725 – c. 1794) est un chef amérindien de la tribu des Sénécas qui a joué un rôle central dans la diplomatie et la guerre du XVIIIe siècle.